# Omega1 Cancri
Omega1 Cancri (ω1 Cancri, förkortad Omega1 Cnc, ω1 Cnc), som är stjärnans Bayer-beteckning, är en ensam stjärna i västra delen av stjärnbilden Kräftan. Den har en skenbar magnitud av 5,85 och är svagt synlig för blotta ögat där ljusföroreningar ej förekommer. Baserat på parallaxmätning inom Hipparcosuppdraget på ca 4,9 mas, beräknas den befinna sig på ett avstånd av ca 660 ljusår (200 parsek) från solen. På det beräknade avståndet minskas stjärnans skenbara magnitud med 0,10 enheter genom en skymningsfaktor beroende på interstellärt stoft.

## Egenskaper
Omega11 Cancri är en gul till orange jättestjärna av spektralklass G8 III. Den har en massa som är ca 3,4 gånger solens massa, en radie som är ca 18 gånger solens radie och avger ca 220 gånger mer energi än solen från dess fotosfär vid en effektiv temperatur på ca 5 000 K.